# Ibbenbüren (stacja kolejowa)
Ibbenbüren – stacja kolejowa w Ibbenbüren, w kraju związkowym Nadrenia Północna-Westfalia, w Niemczech. Stacja została otwarta w 1856. Znajdują się tu 2 perony.